# Czechy (województwo wielkopolskie)
Czechy (niem. Blumenau) – wieś w Polsce położona w województwie wielkopolskim, w powiecie gnieźnieńskim, w gminie Kłecko.
Prawdopodobnie dawna osada jeńców czeskich. W 1520 r. wieś oddawała dziesięcinę do kościoła w Kłecku. W latach 70. XIX wieku liczyła 10 domów i 144 mieszkańców. 
W latach 1975–1998 miejscowość administracyjnie należała do województwa poznańskiego.